# خافيير مندوزا (ملاكم)
خافيير مندوزا (بالإسبانية: Javier Mendoza)‏ مواليد 5 مارس 1991، هو ملاكم محترف مكسيكي يصنف ضمن فئة وزن الذبابة بدأ مسيرته الاحترافية سنة 2007 حيث انتصر في نزاله الأول.

## المسيرة الاحترافية
من نزالاته:
- خسر أمام أكيرا يايجاشي (29-12-2015).
- انتصر على ميلان ميليندو بقرار فني (30-05-2015).
- انتصر على رامون غارسيا هيراليس (20-09-2014).

## إحصائيات
خاض خلال مسيرته 28 نزالا، فاز في 24 وتعادل في 1 وخسر في 3. فاز بالضربة القاضية في 19 نزالا.

## روابط خارجية
- خافيير مندوزا على موقع بوكس ريك (الإنجليزية) (registration required)